# Klingelholl
Klingelholl ist ein Ortsteil in der bergischen Großstadt Wuppertal. Der Ortsteil ist aus einem der 36 Ursprungshöfe Barmens hervorgegangen, dem Hof Klingelholl.

## Lage und Beschreibung
Die Ortslage befindet sich im Norden des Wohnquartiers Sedansberg im Stadtbezirk Barmen auf einer Höhe von 220 m ü. NHN. Nördlich der namensgebenden Ursprungssiedlung erstreckt sich auf den Höhen des Wollspinnersbergs der Wuppertaler Nordpark. Südlich verläuft in Ost-West-Richtung die gleichnamige Straße Klingelholl (Kreisstraße 8).
Die Ortslage ist seit Ende des 19. Jahrhunderts dicht besiedelt. Neben Wohnbebauung befinden sich der Fuhrpark der städtischen Abfallwirtschaft und der Stadtreinigung, die Rheinische Schule für Körperbehinderte, der evangelische Friedhof Hugostraße, der alte jüdischer Friedhof an der Hugostraße, die Evangelistenschule Johanneum e. V. und die evangelische Erlöserkirche Barmen im Ortsteil.
Das Hofeshaus des Hofs Klingelholl (Hausanschrift Melanchthonstraße  10) ist eines der ältesten Gebäude der Stadt Wuppertal. Ein Türpfosten trägt die Jahreszahl 1436 oder 1456. Von einem mittelalterlichen Bauernturm sind noch Grundmauern erhalten.

## Etymologie und Geschichte
Die Etymologie wird nicht einheitlich gedeutet. Nach Heinrich Dittmaier ist die Stammform das Wort klingen (Klingo = Bergbach). Andere sehen eine Form von Klinke, Klinge in seiner Grundbedeutung als Biegung oder Krümmung, im weiteren Sinne auch Schlucht, Grenzwall, Hügel für wahrscheinlich an. Holl oder Holt steht dabei für Holz, (= Wald). Überlieferte Schreibweisen sind: Klyngenholl (1466), Klingerholl (1541), Klincholt (1595), Klinckholt (1606) und Das Klingelholl (1641).
Der Hof gehörte zu dem Barmer Hofesverband, der als „Güter in Barmen“ („Bona de Barme“) im Jahr 1245 von dem Grafen Ludwig von Ravensberg als Allod in den Besitz der Grafen von Berg unter Graf Heinrich IV. überging. Territorial lag das Gebiet von 1324 bis 1399/1420 im Herrschaftsgebiet der Grafen von der Mark, ab 1420 war es auch territorial bergisch. Die früheste mit Datum gesicherte Erwähnung Klingelholls stammt aus der Beyenburger Amtsrechnung (Abrechnung des Rentmeisters an die Bergisch-herzogliche Kameralverwaltung) des Jahres 1466. Mit den übrigen Höfen in der Bauerschaft Barmen war Klingelholl bis 1806 Teil des bergischen Amtes Beyenburg. Kirchlich gehörte es bis zur Einrichtung einer eigenen Barmer Pfarrei dem Kirchspiel Schwelm an.
Eine großflächige Besiedlung um den Hof begann erst gegen Ende des 19. Jahrhunderts. Neben vereinzelten Wohnhäusern befand sich auf dem Gelände der heutigen Schule für Körperbehinderte eine Ziegelei. Auf dem Gelände des städtischen Fuhrparks wurde seit 1906 eine Müllverbrennungsanlage betrieben, die bis in die 1960er Jahre im Betrieb war. Die Erlöserkirche war das zweite für die evangelisch-lutherische Kirchengemeinde Wichlinghausen errichtete Gotteshaus und wurde Plänen des Barmer Architekten Wilhelm Werdelmann in den Jahren 1913–1914 errichtet. 1963 bezog die Evangelistenschule Johanneum ihr heutiges Gebäude, nachdem der seit 1893 genutzte vorhergehende Sitz dem Bau der Bundesautobahn 46 weichen musste.